# 将军庙古城
将军庙古城，位于中国青海省共和县倒淌河乡元者村，为青海省市县级文物保护单位，公布日期为1988年5月20日，类型为古遗址。
将军庙古城的历史年代为明、清。